# Cloud County
Cloud County is een county in de Amerikaanse staat Kansas.
De county heeft een landoppervlakte van 1.853 km² en telt 10.268 inwoners (volkstelling 2000). De hoofdplaats is Concordia.